# Tour de Corse 2007
Il Tour de Corse 2007, valevole come Rally di Francia 2007, è stata la 13ª tappa del campionato del mondo 2007. Il rally è stato disputato dal 12 al 14 ottobre, ed è stato corso ad Ajaccio in Corsica.
Il Francese Sébastien Loeb si aggiudica la competizione distaccando sul podio il Finlandese Marcus Grönholm e lo Spagnolo Daniel Sordo.
Con il diciassettesimo posto nella graduatoria generale Martin Prokop si aggiudica la vittoria nella classe JWRC.

## Dati della prova
| Rally di Francia 2007               | Rally di Francia 2007                              |
| ----------------------------------- | -------------------------------------------------- |
| Denominazione ufficiale             | Rallye de France - Tour de Corse                   |
| Tappa N°                            | 13                                                 |
| Edizione N°                         | 51                                                 |
| Data manifestazione                 | da venerdì 12/10/2008 a domenica 14/10/2008        |
| Paese ospitante                     | Ajaccio (Corsica)                                  |
| Superficie                          | Asfalto                                            |
| Piloti iscritti                     | 82                                                 |
| Partiti                             | 74                                                 |
| Arrivati                            | 60 (81,1 % )                                       |
| Prove                               | 16                                                 |
| La più breve                        | 13,04 km (PS9 Vico - Col St Roch)                  |
| La più lunga                        | 31,81 km (PS16 Pont de Calzola - Agosta)           |
| Velocità media minore               | 89,47 km/h (PS11 Calcatoggio - Plage du Liamone 2) |
| Velocità media maggiore             | 108,78 km/h (PS4 Monti Rossu - Pila Canale 2)      |
| Lunghezza complessiva tappe         | 359,32 km (32,8% della distanza totale)            |
| Lunghezza complessiva trasferimento | 757,88 km                                          |
| Distanza totale                     | 1,117.2 km                                         |

## Risultati

### Classifica
| 51º Tour de Corse - Rallye de France 2007 | 51º Tour de Corse - Rallye de France 2007 | 51º Tour de Corse - Rallye de France 2007 | 51º Tour de Corse - Rallye de France 2007 | 51º Tour de Corse - Rallye de France 2007 | 51º Tour de Corse - Rallye de France 2007 | 51º Tour de Corse - Rallye de France 2007 | 51º Tour de Corse - Rallye de France 2007 |
| Classifica Generale                       | Classifica Generale                       | Classifica Generale                       | Classifica Generale                       | Classifica Generale                       | Classifica Generale                       | Classifica Generale                       | Classifica Generale                       |
| Pos                                       | Pilota                                    | Co-pilota                                 | Auto                                      | Tempo                                     | Distacco                                  | V.media                                   | Punti                                     |
| ----------------------------------------- | ----------------------------------------- | ----------------------------------------- | ----------------------------------------- | ----------------------------------------- | ----------------------------------------- | ----------------------------------------- | ----------------------------------------- |
| 1°                                        | Sébastien Loeb                            | Daniel Elena                              | Citroën C4 WRC                            | 3: 28: 31.5                               | 0.0                                       | 98.2 km/h                                 | 10                                        |
| 2°                                        | Marcus Grönholm                           | Timo Rautiainen                           | Ford Focus WRC                            | 3: 28: 55.2                               | + 23.7                                    | 98.0 km/h                                 | 8                                         |
| 3°                                        | Daniel Sordo                              | Marc Martí                                | Citroën C4 WRC                            | 3: 29: 15.8                               | + 44.3                                    | 97.8 km/h                                 | 6                                         |
| 4°                                        | Jari-Matti Latvala                        | Miikka Anttila                            | Ford Focus WRC                            | 3: 31: 02.0                               | + 2: 30.5                                 | 97.0 km/h                                 | 5                                         |
| 5°                                        | Petter Solberg                            | Phil Mills                                | Subaru Impreza WRC                        | 3: 31: 13.6                               | + 2: 42.1                                 | 96.9 km/h                                 | 4                                         |
| 6°                                        | Chris Atkinson                            | Stéphane Prévot                           | Subaru Impreza WRC                        | 3: 32: 25.3                               | + 3: 53.8                                 | 96.4 km/h                                 | 3                                         |
| 7°                                        | Jan Kopecký                               | Filip Schovánek                           | Škoda Fabia WRC                           | 3: 36: 34.8                               | + 8: 02.9                                 | 94.5 km/h                                 | 2                                         |
| 8°                                        | Xavier Pons                               | Xavier Amigo                              | Subaru Impreza WRC                        | 3: 38: 05.7                               | + 9: 34.2                                 | 93.9 km/h                                 | 1                                         |
| JWRC                                      |                                           |                                           |                                           |                                           |                                           |                                           |                                           |
| 1° (17°)                                  | Martin Prokop                             | Jan Tománek                               | Citroën C2 S1600                          | 3: 52: 31.0                               | 0.0                                       | 88.1 km/h                                 | 10                                        |
| 2° (18°)                                  | Jozef Béreš junior                        | Petr Starý                                | Renault Clio S1600                        | 3: 52: 43.5                               | + 12.5                                    | 88.0 km/h                                 | 8                                         |
| 3° (19°)                                  | Yoann Bonato                              | Benjamin Boulloud                         | Citroën C2 S1600                          | 3: 53: 45.2                               | + 1: 14.2                                 | 87.6 km/h                                 | 6                                         |
| 4° (20°)                                  | Per-Gunnar Andersson                      | Jonas Andersson                           | Suzuki Swift S1600                        | 3: 54: 49.0                               | + 2: 18.0                                 | 87.2 km/h                                 | 5                                         |
| 5° (23°)                                  | Arnaud Augoyard                           | Xavier Panseri                            | Renault Clio R3                           | 3: 57: 39.2                               | + 5: 08.2                                 | 86.1 km/h                                 | 4                                         |
| 6° (24°)                                  | Andrea Cortinovis                         | Flavio Zanella                            | Renault Clio S1600                        | 3: 58: 44.0                               | + 6: 13.0                                 | 85.8 km/h                                 | 3                                         |
| 7° (25°)                                  | Aaron Burkart                             | Michael Kölbach                           | Citroën C2 S1600                          | 3: 58: 44.1                               | + 6: 13.1                                 | 85.8 km/h                                 | 2                                         |
| 8° (26°)                                  | Conrad Rautenbach                         | David Senior                              | Citroën C2 S1600                          | 3: 59: 01.1                               | + 6: 30.1                                 | 85.7 km/h                                 | 1                                         |

### Prove speciali
| Giorno                  | Prova | Ora   | Nome                              | Lunghezza | Vincitore       | Tempo           | V. media        | Leader del rally |
| ----------------------- | ----- | ----- | --------------------------------- | --------- | --------------- | --------------- | --------------- | ---------------- |
| Frazione 1 (12 ottobre) | PS1   | 8:38  | Monti Rossu - Pila Canale 1       | 18,10 km  | Tappa Annullata | Tappa Annullata | Tappa Annullata | Tappa Annullata  |
| Frazione 1 (12 ottobre) | PS2   | 9:46  | Belvedere - Bocca Albitrina 1     | 16,62 km  | Marcus Grönholm | 9: 14.8         | 107.8 km/h      | Marcus Grönholm  |
| Frazione 1 (12 ottobre) | PS3   | 10:44 | Arbellara - Aullene 1             | 27,42 km  | Marcus Grönholm | 15: 34.6        | 105.6 km/h      | Marcus Grönholm  |
| Frazione 1 (12 ottobre) | PS4   | 14:02 | Monti Rossu - Pila Canale 2       | 18,10 km  | Sébastien Loeb  | 9: 59.0         | 108.8 km/h      | Marcus Grönholm  |
| Frazione 1 (12 ottobre) | PS5   | 15:10 | Belvedere - Bocca Albitrina 2     | 16,62 km  | Sébastien Loeb  | 9: 12.1         | 108.4 km/h      | Sébastien Loeb   |
| Frazione 1 (12 ottobre) | PS6   | 16:08 | Arbellara - Aullene 2             | 27,42 km  | Sébastien Loeb  | 15: 25.1        | 106.7 km/h      | Sébastien Loeb   |
|                         |       |       |                                   |           |                 |                 |                 | Sébastien Loeb   |
| Frazione 2 (13 ottobre) | PS7   | 8:58  | Carbuccia - Scalella 1            | 21,88 km  | Sébastien Loeb  | 14: 15.1        | 92.1 km/h       | Sébastien Loeb   |
| Frazione 2 (13 ottobre) | PS8   | 10:31 | Calcatoggio - Plage du Liamone 1  | 26,55 km  | Sébastien Loeb  | 17: 47.3        | 89.6 km/h       | Sébastien Loeb   |
| Frazione 2 (13 ottobre) | PS9   | 11:29 | Vico - Col St Roch 1              | 13,04 km  | Sébastien Loeb  | 8: 39.6         | 90.3 km/h       | Sébastien Loeb   |
| Frazione 2 (13 ottobre) | PS10  | 14:22 | Carbuccia - Scalella 2            | 21,88 km  | Daniel Sordo    | 14: 19.7        | 91.6 km/h       | Sébastien Loeb   |
| Frazione 2 (13 ottobre) | PS11  | 15:55 | Calcatoggio - Plage du Liamone 2  | 26,55 km  | Sébastien Loeb  | 17: 48.3        | 89.5 km/h       | Sébastien Loeb   |
| Frazione 2 (13 ottobre) | PS12  | 16:53 | Vico - Col St Roch 2              | 13,04 km  | Sébastien Loeb  | 8: 38.6         | 90.5 km/h       | Sébastien Loeb   |
|                         |       |       |                                   |           |                 |                 |                 | Sébastien Loeb   |
| Frazione 3 (14 ottobre) | PS13  | 8:53  | Penitencier Coti - Pietra Rossa 1 | 24,24 km  | Sébastien Loeb  | 14: 38.7        | 99.3 km/h       | Sébastien Loeb   |
| Frazione 3 (14 ottobre) | PS14  | 9:36  | Pont de Calzola - Agosta 1        | 31,81 km  | Daniel Sordo    | 18: 54.6        | 100.9 km/h      | Sébastien Loeb   |
| Frazione 3 (14 ottobre) | PS15  | 12:19 | Penitencier Coti - Pietra Rossa 2 | 24,24 km  | Daniel Sordo    | 14: 40.5        | 99.1 km/h       | Sébastien Loeb   |
| Frazione 3 (14 ottobre) | PS16  | 13:02 | Pont de Calzola - Agosta 2        | 31,81 km  | Daniel Sordo    | 18: 56.0        | 100.8 km/h      | Sébastien Loeb   |